# 茜部相嘉
茜部相嘉（あかなべ すけよし、寛政7年11月23日（1796年1月2日） - 慶応2年12月30日（1867年2月4日））は幕末の尾張藩士、国学者。幼名は鎌太郎、通称は平太、平十郎、三十郎、伊藤五。号は蕣園、白須叟など。本姓は藤原氏。従五位。

## 生涯
尾張藩士藤井六郎治豊泰の長男として生まれた。文政元年（1818年）尾張藩士伊藤庄平藤原祐寿の養子となり、文政5年（1822年）家督を継ぎ、藩に出仕した。しばらく江戸詰であった可能性が高い。
天保10年（1839年）、徳川斉朝が死去すると、支藩高須藩嫡子徳川慶勝を後継にするよう訴える意見書を提出したが、実際には幕府の押し付け養子徳川斉荘が就任したため、金鉄党を結成し、慶勝擁立運動を主導した。
弘化2年（1845年）斉荘が死去し、次代徳川慶臧も嘉永2年（1849年）死去した。幕府は慶臧の死去を隠蔽し、家督相続への介入を図ったが、下級藩士の不満を考慮し、結局慶勝の就任を容認した。嘉永3年（1850年）、海防論を説いた『防禦一巻』が成立した。後に犬山藩主成瀬正住を通じて慶勝の手に渡り、藩の政策に反映された。
嘉永4年（1851年）12月6日、先祖の故地美濃国厚見郡茜部村（岐阜県岐阜市茜部）に因み茜部姓を名乗った。
安政3年（1856年）、須代官に抜擢された。
安政5年（1858年）、一橋派を支持する慶勝が幕府に隠居謹慎を命じられると、清須代官所内を中心とする庄屋の連名で慶勝を国元に迎える嘆願運動を行ったが、清須代官相嘉はこの運動の首謀者の嫌疑をかけられ、役職が降格された。桜田門外の変後の文久2年（1862年）、慶勝は謹慎を解かれ、相嘉も清須代官に復帰したが、文久3年（1863年）家督を嫡子小五郎に譲った。
慶応2年（1866年）12月30日死去。「吾徒に攘夷の蓄憤を齎せど、今将に幽界に入らんとす。冀くば、黄泉大神の命を奉り、以て宿志を遂げんと欲す。為に其の願文を作る。以て之を棺中に納め、また土物を造りて墓域に埋めよ。」と遺言した。墓所は中区白川町光名寺。諡号は雄心幸魂之翁。

## 官歴
- 文政5年（1822年） - 小普請組[3]
- 文政7年閏8月（1824年） - 小姓格[3]
- 同年 - 徳川斉温小納戸役[3]
- 天保元年（1830年）6月 - 書院番役[3]
- 天保2年（1831年） - 大番役[3]
- 嘉永5年（1852年）8月21日 - 足高170俵[3]
- 嘉永6年12月22日 - 清洲代官[3]
- 安政2年 - 134俵[3]
- 安政5年11月26日 - 金奉行並の後普請役[3]
- 万延元年（1860年）6月24日 - 隠居慎[3]
- 文久2年（1862年）9月27日 - 清須代官、切米30俵、足高100俵[3]
- 同年11月20日 - 50俵加増[3]
- 文久3年（1863年）5月25日 - 隠居[3]

## 著書
- 『防禦一巻』
- 山科元幹共著『延喜式物名類聚』
- 『古事記補遺』
- 『古事記伝追継考附録』 - 安政6年3月成立。万治15年茜部与理刀が永楽屋東四郎より刊行。
- 『槿桔論』
- 『七道説附録』
- 『陸奥五十四郡僻論』
- 『蕣園雑記』

## 家族
- 父：藤井六郎治豊泰
- 母：中島快阿弥女
- 妻：市江鯉右衛門女
  - 長男：茜部厚海 - 通称は小五郎。神祇副知事、中奥御番を歴任。
  - 次男：余三
  - 成遠
  - 真前
  - 他2児夭逝